# Jesse Garcia
Jesse Garcia (Rawlins, Wyoming, 14 de diciembre de 1982) es un actor estadounidense, conocido por su personaje de Freddie González en la serie original de El Rey y Netflix From Dusk till Dawn: The Series, basada en la película del mismo nombre y por protagonizar la película Quinceañera, escrita y dirigida por Wash Westmoreland y Richard Glatzer, ganadora del Premio del Gran Jurado y el Premio del Público en el Festival de Cine de Sundance en 2006. También ganó el premio al mejor actor en los ALMA Awards por su interpretación de Carlos, un problemático adolescente homosexual, en Quinceañera.
Nació en Rawlins, Wyoming, y se crio formando parte de los Testigos de Jehová, pero dejó de practicar dicha religión. Su padre es originario del estado mexicano de Durango y su madre, nacida en Wyoming, es de ascendencia española y mexicana.

## Filmografía
- Performance Anxiety (2003) Guitarrista
- Last Goodbye (2004) Featured Player
- Delivery Boy Chronicles (2004) Mexican Leaf Blower
- Picnic (2005) Hombre que lee libro
- Unfabulous (2005) (serie)
- Marrying God (2006) Jesus
- Quinceañera (2006) Carlos
- The Other Side (2006) Tipo del equipo de Búsqueda y rescate
- The Shield (2006) (serie)
- Walkout (2006) Armando Lopez (telefilme)
- The Closer (2006) (serie)
- Father Figure (2006) Jesse
- Justice (2006) (serie) Frankie Duarte
- American Identity (2007) Bobby Freeman
- Put It in a Book (2007) Tiny
- La misma luna (2007) David
- ER (2007) (serie)
- The Comebacks (2007) Jorge Juanson
- CSI: Miami (2007) (serie)
- Law & Order: Criminal Intent (2007) (serie)
- Good Dick (2008) Jose
- Terminator: The Sarah Connor Chronicles (serie) (2008) Carlos
- Emilio (2008) Vendedor de perritos calientes
- A Beautiful Life (2008) David
- Days of Wrath (2008) Mario
- NCIS (serie) (2009) Marine de primera clase Tomas Tamayo
- Saint John of Las Vegas (2009) Park Ranger
- Locker 13 (2009) Ray Completed
- Bedrooms (2009) Sal
- Periphery (2009) Smitty
- Spit Brown Buck (2009) Santa
- House Arrest (2010) Guillermo
- Three Veils (2010) Carlos
- Hollywood Untitled (2010) Jose
- Re-Kill (2010) Hernández
- Mission Park (2010) Jason
- From Dusk till Dawn: The Series (2014—2016) Freddie González, ranger de Texas
- Narcos: México (2020) Sal Orozco
- Flamin’ Hot (película de 2023) Richard Montañez
- La madre (2023)[4]